# Station Pleszew
Station Pleszew is een spoorwegstation in de Poolse plaats Kowalew.